# Selectiedruk
Selectiedruk is in de evolutiebiologie het effect dat de natuurlijke selectie uitoefent op de genetische variatie of genfrequentie binnen een bepaalde populatie van een diersoort. Bepaalde eigenschappen van individuen beïnvloeden hun relatieve kans om nageslacht achter te laten. Deze interactie tussen die eigenschappen en hun omgevingsfactoren in ruimste zin is de selectiedruk. Als een bepaalde selectiedruk geacht wordt aanwezig te zijn, impliceert dat een overeenkomende verwachting ten aanzien van de verandering van de genfrequentie, ofwel de evolutie.